# Experience + Innocence Tour
Ne doit pas être confondu avec Innocence + Experience Tour, autre tournée de U2.
Tournées par U2
The Joshua Tree Tour 2017 The Joshua Tree Tour 2019
L'Experience + Innocence Tour (stylisé eXPERIENCE + iNNOCENCE Tour) est une tournée mondiale du groupe de rock U2, qui a débuté le 2 mai 2018 à Tulsa (États-Unis) et s'est achevée le 13 novembre 2018 à Berlin (Allemagne). C'est la tournée de promotion de l'album Songs of Experience sorti en 2017.

## Setlist
| Amérique du Nord | Europe |
| --- | --- |
| 25 juin à New York | 16 octobre à Milan |
| Première partie 1. Love Is All We Have Left 2. The Blackout 3. Lights Of Home 4. I Will Follow 5. All Because Of You 6. Beautiful Day 7. The Ocean 8. Iris (Hold Me Close) 9. Cedarwood Road 10. Sunday Bloody Sunday 11. Until The End Of The World Entracte Hold Me, Thrill Me, Kiss Me, Kill Me Deuxième partie 1. Elevation 2. Vertigo 3. Desire 4. Acrobat 5. You're The Best Thing About Me 6. Staring At The Sun 7. Pride (In The Name Of Love) 8. Get Out Of Your Own Way 9. American Soul 10. City Of Blinding Lights Entracte Women of the World Rappel 1. One 2. Love Is Bigger Than Anything In Its Way 3. 13 (There Is a Light) | Première partie 1. The Blackout 2. Lights Of Home 3. I Will Follow 4. Gloria 5. Beautiful Day 6. Zoo Station 7. Stay (Faraway, So Close!) 8. Who's Gonna Ride Your Wild Horses 9. The Fly Entracte Hold Me, Thrill Me, Kiss Me, Kill Me Deuxième partie 1. Elevation 2. Vertigo 3. Even Better Than the Real Thing 4. Acrobat 5. You're The Best Thing About Me 6. Summer of Love 7. Pride (In The Name Of Love) 8. Get Out Of Your Own Way 9. New Year's Day 10. City Of Blinding Lights Entracte Women of the World Rappel 1. Landlady 2. One 3. Love Is Bigger Than Anything In Its Way 4. 13 (There Is a Light) |
| Nota : ce setlist basé sur deux concerts ne représente pas tous les concerts de la tournée. | |

## Dates
La totalité de la tournée a été jouée à guichets fermés.
| Date               | Ville            | Pays        | Lieu                     | Affluence | Recette       |
| ------------------ | ---------------- | ----------- | ------------------------ | --------- | ------------- |
| AMÉRIQUE DU NORD , |                  |             |                          |           |               |
| 2 mai 2018         | Tulsa            | États-Unis  | BOK Center               | 16 570    | 2 188 948 $   |
| 4 mai 2018         | Saint-Louis      | États-Unis  | Scottrade Center         | 16 300    | 2 001 462 $   |
| 7 mai 2018         | San José         | États-Unis  | SAP Center               | 28 579    | 3 703 304 $   |
| 8 mai 2018         | San José         | États-Unis  | SAP Center               | 28 579    | 3 703 304 $   |
| 11 mai 2018        | Las Vegas        | États-Unis  | T-Mobile Arena           | 30 766    | 5 104 662 $   |
| 12 mai 2018        | Las Vegas        | États-Unis  | T-Mobile Arena           | 30 766    | 5 104 662 $   |
| 15 mai 2018        | Los Angeles      | États-Unis  | The Forum                | 32 163    | 4 432 426 $   |
| 16 mai 2018        | Los Angeles      | États-Unis  | The Forum                | 32 163    | 4 432 426 $   |
| 19 mai 2018        | Omaha            | États-Unis  | CenturyLink Center Omaha | 14 742    | 1 735 259 $   |
| 22 mai 2018        | Chicago          | États-Unis  | United Center            | 32 463    | 4 135 008 $   |
| 23 mai 2018        | Chicago          | États-Unis  | United Center            | 32 463    | 4 135 008 $   |
| 26 mai 2018        | Nashville        | États-Unis  | Bridgestone Arena        | 16 717    | 2 700 706 $   |
| 28 mai 2018        | Duluth           | États-Unis  | Infinite Energy Arena    | 12 982    | 2 420 795 $   |
| 5 juin 2018        | Montréal         | Canada      | Centre Bell              | 42 974    | 4 580 121 $   |
| 6 juin 2018        | Montréal         | Canada      | Centre Bell              | 42 974    | 4 580 121 $   |
| 9 juin 2018        | Uniondale        | États-Unis  | Nassau Coliseum          | 14 629    | 2 260 713 $   |
| 13 juin 2018       | Philadelphie     | États-Unis  | Wells Fargo Center       | 31 238    | 3 549 210 $   |
| 14 juin 2018       | Philadelphie     | États-Unis  | Wells Fargo Center       | 31 238    | 3 549 210 $   |
| 17 juin 2018       | Washington, D.C. | États-Unis  | Capital One Arena        | 32 053    | 4 319 994 $   |
| 18 juin 2018       | Washington, D.C. | États-Unis  | Capital One Arena        | 32 053    | 4 319 994 $   |
| 21 juin 2018       | Boston           | États-Unis  | TD Garden                | 35 139    | 5 539 769 $   |
| 22 juin 2018       | Boston           | États-Unis  | TD Garden                | 35 139    | 5 539 769 $   |
| 25 juin 2018       | New York City    | États-Unis  | Madison Square Garden    | 37 050    | 5 803 782 $   |
| 26 juin 2018       | New York City    | États-Unis  | Madison Square Garden    | 37 050    | 5 803 782 $   |
| 29 juin 2018       | Newark           | États-Unis  | Prudential Center        | 16 612    | 2 523 388 $   |
| 1er juillet 2018   | New York City    | États-Unis  | Madison Square Garden    | 18 525    | 2 901 891 $   |
| 3 juillet 2018     | Uncassville      | États-Unis  | Mohegan Sun Arena        | 8 557     | 1 594 446 $   |
| EUROPE,            |                  |             |                          |           |               |
| 31 août 2018       | Berlin           | Allemagne   | Mercedes-Benz Arena      | 29 260    | 3 844 620 $   |
| 1er septembre 2018 | Berlin           | Allemagne   | Mercedes-Benz Arena      | 29 260    | 3 844 620 $   |
| 4 septembre 2018   | Cologne          | Allemagne   | Lanxess Arena            | 34 822    | 4 423 431 $   |
| 5 septembre 2018   | Cologne          | Allemagne   | Lanxess Arena            | 34 822    | 4 423 431 $   |
| 8 septembre 2018   | Paris            | France      | AccorHotels Arena        | 72 412    | 9 421 781 $   |
| 9 septembre 2018   | Paris            | France      | AccorHotels Arena        | 72 412    | 9 421 781 $   |
| 12 septembre 2018  | Paris            | France      | AccorHotels Arena        | 72 412    | 9 421 781 $   |
| 13 septembre 2018  | Paris            | France      | AccorHotels Arena        | 72 412    | 9 421 781 $   |
| 16 septembre 2018  | Lisbonne         | Portugal    | Altice Arena             | 37 518    | 4 279 811 $   |
| 17 septembre 2018  | Lisbonne         | Portugal    | Altice Arena             | 37 518    | 4 279 811 $   |
| 20 septembre 2018  | Madrid           | Espagne     | Palacio de Deportes      | 30 248    | 3 888 306 $   |
| 21 septembre 2018  | Madrid           | Espagne     | Palacio de Deportes      | 30 248    | 3 888 306 $   |
| 29 septembre 2018  | Copenhague       | Danemark    | Royal Arena              | 31 012    | 4 219 513 $   |
| 30 septembre 2018  | Copenhague       | Danemark    | Royal Arena              | 31 012    | 4 219 513 $   |
| 3 octobre 2018     | Hambourg         | Allemagne   | Barclaycard Arena        | 27 190    | 3 568 595 $   |
| 4 octobre 2018     | Hambourg         | Allemagne   | Barclaycard Arena        | 27 190    | 3 568 595 $   |
| 7 octobre 2018     | Amsterdam        | Pays-Bas    | Ziggo Dome               | 33 542    | 4 300 638 $   |
| 8 octobre 2018     | Amsterdam        | Pays-Bas    | Ziggo Dome               | 33 542    | 4 300 638 $   |
| 11 octobre 2018    | Milan            | Italie      | Mediolanum Forum         | 50 660    | 7 051 462 $   |
| 12 octobre 2018    | Milan            | Italie      | Mediolanum Forum         | 50 660    | 7 051 462 $   |
| 15 octobre 2018    | Milan            | Italie      | Mediolanum Forum         | 50 660    | 7 051 462 $   |
| 16 octobre 2018    | Milan            | Italie      | Mediolanum Forum         | 50 660    | 7 051 462 $   |
| 19 octobre 2018    | Manchester       | Royaume-Uni | Manchester Arena         | 36 850    | 4 923 501 $   |
| 20 octobre 2018    | Manchester       | Royaume-Uni | Manchester Arena         | 36 850    | 4 923 501 $   |
| 23 octobre 2018    | Londres          | Royaume-Uni | O2 Arena                 | 36 632    | 5 255 512 $   |
| 24 octobre 2018    | Londres          | Royaume-Uni | O2 Arena                 | 36 632    | 5 255 512 $   |
| 27 octobre 2018    | Belfast          | Royaume-Uni | SSE Arena                | 18 996    | 2 521 846 $   |
| 28 octobre 2018    | Belfast          | Royaume-Uni | SSE Arena                | 18 996    | 2 521 846 $   |
| 5 novembre 2018    | Dublin           | Irlande     | 3Arena                   | 46 529    | 6 405 471 $   |
| 6 novembre 2018    | Dublin           | Irlande     | 3Arena                   | 46 529    | 6 405 471 $   |
| 9 novembre 2018    | Dublin           | Irlande     | 3Arena                   | 46 529    | 6 405 471 $   |
| 10 novembre 2018   | Dublin           | Irlande     | 3Arena                   | 46 529    | 6 405 471 $   |
| 13 novembre 2018   | Berlin           | Allemagne   | Mercedes-Benz Arena      |           |               |
| TOTAL              | TOTAL            | TOTAL       | TOTAL                    | 923 730   | 125 600 371 $ |